# Флойд (окръг, Кентъки)
Окръг Флойд (на английски: Floyd County) е окръг в щата Кентъки, Съединени американски щати. Площта му е 1023 km², а населението - 42 441 души (2000). Административен център е град Престънсбърг.